# Japara (plaats)
Japara is een bestuurslaag in het regentschap Kuningan van de provincie West-Java, Indonesië. Japara telt 2166 inwoners (volkstelling 2010).